# عملية ريجين بوجن (القطب الشمالي)
عملية ريجين بوجن ( Unternehmen Regenbogen ) كانت طلعة  في المحيط المتجمد الشمالي عام 1942 قامت بها سفن حربية تابعة للبحرية   الألمانية النازية (كريغسمارينه) خلال الحرب العالمية الثانية .. وقد أدت العملية إلى معركة معركة بحر بارنتس.

## خلفية
بعد المعركة المدمرة التي شهدتها قافلة المساعدات PQ 17، ومعارك قافلة PQ 18 الشرسة خلال صيف وخريف عام 1942، و بسبب متطلبات عملية الشعلة العسكرية في البحر الأبيض المتوسط، تم تعليق قوافل المساعدات من دول الحلفاء إلى الاتحاد السوفييتي بشكل مؤقت. في ديسمبر 1942, استأنف الحلفاء قوافل القطب الشمالي مع بسلسلة جديدة JW/RA.
البحرية الألمانية (Kriegsmarine) ركزت قوة كبيرة من السفن البحرية والغواصات ، بدعم من طائرات الأسطول الجوي الخامس (لوفتفلوت 5) التابع للقوات الجوية الألمانية لوفتفافه .

## الخطة الألمانية

جزيرة بيورنوي (جزيرة الدب) تم تحديدها بدائرة حمراء

كانت عملية "ريجين بوجن" قائمة على خطة لاعتراض القافلة المتحالفة المتجهة إلى مورمانسك. تم إنشاء خط حراسة دورية من أربع غواصات قبالة جزيرة الدب، وتم تجميع قوة بحرية تتألف من الطرادين الأدميرال هيبير ووتزو مع ست مدمرات في فاتجورد ألتا. عند رصد القافلة، كان من المقرر أن تبحر القوة الألمانية على شكل مجموعتين قتاليتين: إحداهما لمواجهة الطرادات المرافقة المتوقعة، والأخرى لمهاجمة القافلة. عانت القوة الألمانية من قيود صارمة فرضها أدولف هتلر، حيث أمر بعدم تعريض السفن الرئيسية لمخاطر مفرطة، مما أدى إلى فقدان عام للمبادرة. كما تأثرت العملية بالخطة المسبقة لإرسال لوتزو إلى المحيط الأطلسي بعد المعركة، مما تطلب تجنب تعرضها لأي أضرار.

## الاشتباك
في 22 ديسمبر 1942, أبحرت القافلة JW 51B باتجاه  مورمانسك وتم اكتشافها بواسطة الغواصة U-354 في 30 ديسمبر. أبحر الأسطول الألماني من مضيق ألتا في نفس اليوم. خلال معركة بحر بارنتس ، حقق ريجينبوجن بعض النجاحات؛ حيث تمكن هيبر من سحب سفن الحماية المرافقة للقافلة كما هو مخطط له، مما سمح للوتزو بالاقتراب من القافلة. أدى الحذر المفرط من جانب قائد لوتزو إلى وقف الهجوم بعد أن تسبب في أضرار طفيفة.

## العواقب
يمكن إرجاع فشل العملية إلى الدفاع القوي الذي أبدته المرافقة البحرية للقافلة، بالإضافة إلى الأوامر التقييدية والمتناقضة التي أصدرها هتلر لقائد القوة الألمانية. أصيب هتلر بالغضب الشديد عندما علم بالأداء المخيب للآمال للبحرية الألمانية، ووبّخ القائد الأعلى للبحرية الألمانية الأدميرال  إيريش رايدر في خطاب استمر لمدة 90 دقيقة، انتقد فيه عدم جدوى الأسطول السطحي الألماني.
أعلن هتلر قراره بالتخلص من جميع السفن السطحية، وإعادة استخدام مدافعها وأفرادها للدفاعات الساحلية. شعر رايدر بعدم قدرته على الاستمرار في القيادة دون ثقة هتلر، فقدم استقالته، والتي قُبلت. تم استبداله بـ الأدميرال كارل دونيتز، قائد أسطول الغواصات الألماني. 

## ترتيب المعركة
| السفينة                         | العلم       | فئة السفينة                | ملاحظة             |
| ------------------------------- | ----------- | -------------------------- | ------------------ |
| الطراد الألماني الأدميرال هيبير | كريغسمارينه | فئة طرادات الأدميرال هيبير | أبحرت في 30 ديسمبر |
| (الطراد الألماني وتزو)          | كريغسمارينه | طراد الفئة دويتشلاند       | أبحرت في 30 ديسمبر |
| Z4 ريتشارد بيتزن                | كريغسمارينه | مدمرة من فئة 1934A         | أبحرت في 30 ديسمبر |
| Z6 تيودور ريدل                  | كريغسمارينه | مدمرة من فئة 1934A         | أبحرت في 30 ديسمبر |
| Z16 فريدريش إيكولت              | كريغسمارينه | مدمرة من فئة 1934A         | أبحرت في 30 ديسمبر |
| Z29                             | كريغسمارينه | مدمرة من فئة 1936A         | أبحرت في 30 ديسمبر |
| Z30                             | كريغسمارينه | مدمرة من فئة 1936A         | أبحرت في 30 ديسمبر |
| Z31                             | كريغسمارينه | مدمرة من فئة 1936A         | أبحرت في 30 ديسمبر |